# Господинов, Анатолий
Анатолий Енчев Господинов (болг. Анатоли Енчев Господинов; род. 21 марта 1994 года в Сливене) — болгарский футболист, вратарь клуба «Арда».

## Клубная карьера
Начал играть ещё в детстве, а в ворота впервые стал в академии клуба «Сливен», в котором и состоялся дебют молодого голкипера на профессиональном уровне.
В родном клубе Господинов выступал на протяжении двух сезонов, после чего, невзирая на небольшое количество игрового времени, привлек внимание более именитых клубов.
Быстрее всех сумели договориться с вратарем представители софийского ЦСКА, и в 2012-м Господинов стал тренироваться в одном из самых титулованных болгарских клубов. В сезоне 2013/14 был отдан в аренду футбольному клубу «Витоша» из Бистрицы, где провёл 20 матчей.
10 января 2017 года контракт с ЦСКА был расторгнут. Вскоре вратарь подписал контракт с клубом второго польского дивизиона «Хробры»
23 июня 2022 года было объявлено о переходе Господинова в футбольный клуб «Арда»

## Достижение
ЦСКА
- Обладатель Кубка Болгарии: 2015/16
- Чемпион ЛФЛ В (1): 2015/16